# Tropobius sylvanus
Tropobius sylvanus är en mångfotingart som beskrevs av Chamberlin 1943. Tropobius sylvanus ingår i släktet Tropobius och familjen stenkrypare. Inga underarter finns listade i Catalogue of Life.